# توليد مشترك

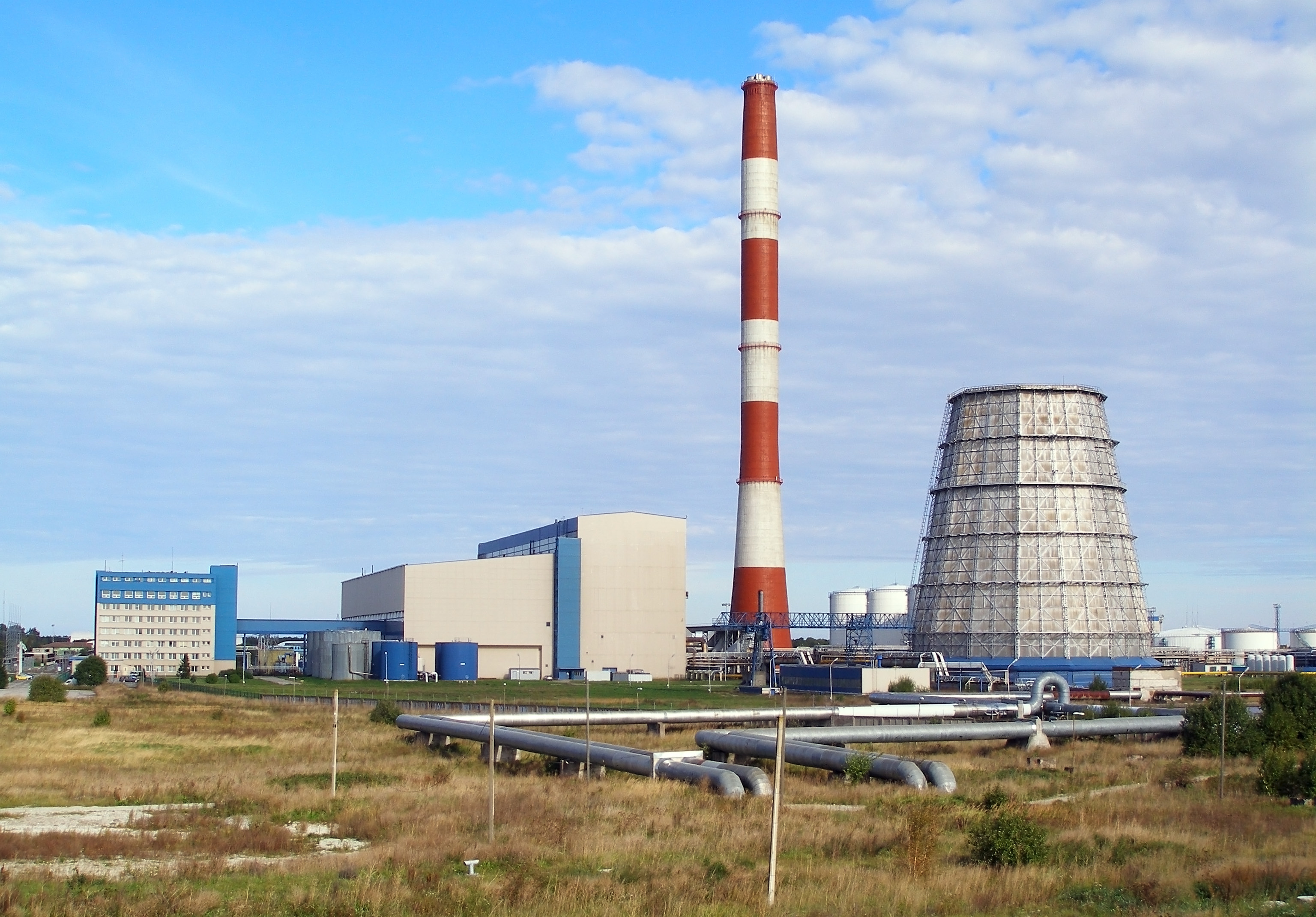
محطة توليد مشترك في إستونيا

التوليد المشترك هو توليد الطاقة الكهربائية والحرارة معًا، وهي تقنية توظف الحرارة المولدة بمحطات توليد الطاقة الكهربائية في آن توليدها، من خلال توزيعها على مصانع أو بيوت محيطة، وهي من وسائل الحفاظ على البيئة حيث تستغل قدرا أكبر من الطاقة المولدة مقارنة بالمحطات التقليدية (التي تستغل الكهرباء فقط)، حيث أن جل الطاقة المولدة من الدورات الحرارية تكون في هيئة حرارة لا حركة (كهرباء).
عن طريق طاقة حركة واستغلالها عادة لتوليد الكهرباء، يمكن التوفيق بين إنتاج الكهرباء و الماء السخن في نفس الوقت واستغلال الماء الساخن مثلا لتدفئة البيوت في المناطق الباردة أو استغلاله في العمليات الكيميائية في المصانع التي تحتاج إلى الماء الساخن في عملية الإنتاج . هذه الطريقة تعمل على تعلية كفاءة محطات القوى الكهربائية التي تعمل بالمحروقات (مثل الفحم والبترول والغاز أو القمامة )بأن لا يـُقتصر إنتاجها على الطاقة الكهربائية فقط بل يستغل بجانبه الماء الساخن للاستفادة منه، عند درجات حرارة 70 درجة مئوية مثلا، بدلا من بعثرة ماء ساخن بدرجة 30 درجة مئوية ورميها في الأنهار أو البحار .

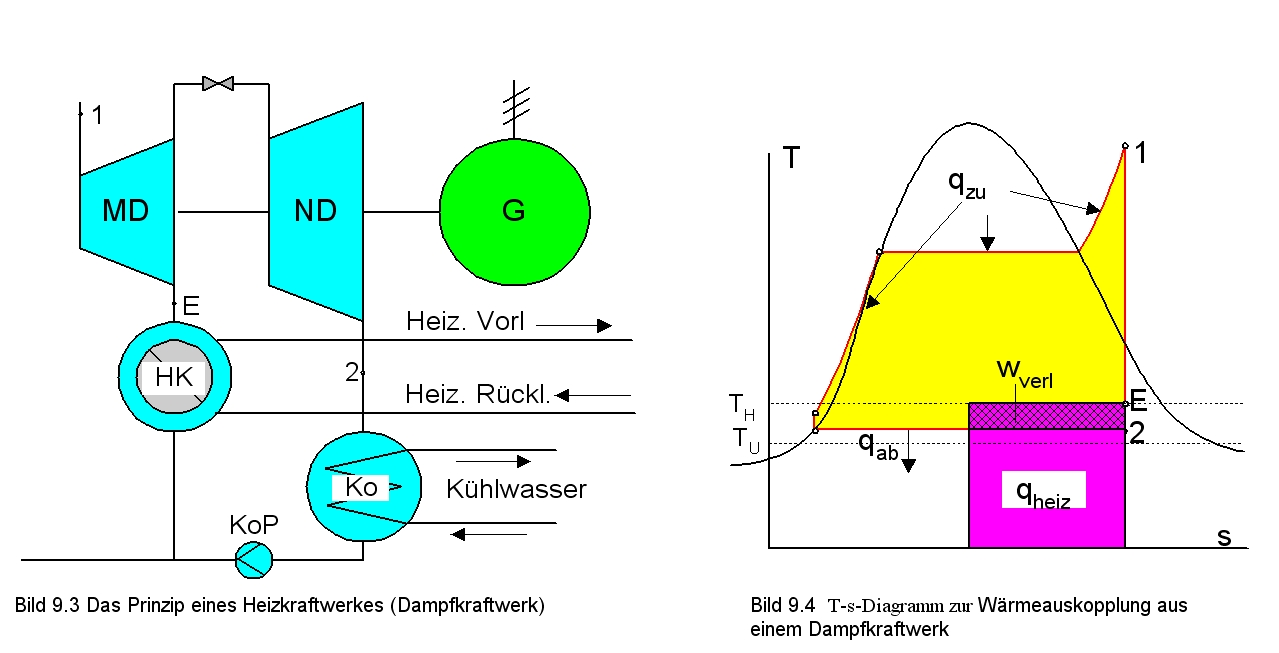
الفكرة الأساسية لطريقة عمل محطة تنتج الكهرباء والماء الساخن: MD توربين بخاري عالي الضغط //ND توربين يعمل بالضغط المنخفض // KoP مكثف ينتج ماء عند 100 درجة مئوية ترسل إلى البيوت // G مولد كهربائي لتوليد التيار الكهربائي.

ويُهتم بتطبيق تلك الطريقة في محطات الكهرباء التي تعمل بالطاقة النووية . حيث تُرفع الكفاءة الإنتاجية للمحطة بإنتاج الماء الساخن إلى جانب الكهرباء وتوزيعهما والاستفادة منهما. وهي عملية استغلال جزء من الطاقة الحرارية بدلا من رميها وفقدها .
ونظرا للتكاليف الباهظة لبناء شبكة أنابيب لتوزيع الماء الساخن على البيوت والمصانع، تتخاذل معظم محطات توليد القوى الكهربائية عن هذا التوليد المزدوج للكهرباء والماء الساخن، وتكتفي بتوليد الكهرباء فقط على حساب البيئة . لأن التخلص من مياه درجة حرارتها 30 درجة مئوية في الأنهار والبحار بغزارة كبيرة ليس من سبل المحافظة على البيئة .
- بالمقارنة بالمحطات المنتجة للكهرباء فقط أو المنتجة للماء الساخن فقط، تستفيد محطات التعشيقة الكهربائية بنسبة أعلى من المصادر الأولية للطاقة حيث تصل كفاءتها الإجمالية (كهرباء + ماء ساخن) إلى نحو 90% .

## نظرة عامة
تتطلب العديد من مصانع العمليات، مثل المصانع الكيماوية، ومصافي النفط ومعامل الورق ولب الورق، كميات كبيرة من الحرارة اللازمة لمعالجة مثل هذه العمليات، مثل المُفاعلات الكيميائية وأنابيب التقطير، ومجففات البخار وغيرها من الاستخدامات. يُمكن توليد هذه الحرارة التي تُستخدم عادةً على شكل بخار، في الضغوط المنخفضة المستخدمة في التسخين، في الضغوط المرتفعة جدًا وتمريرها عبر محرك تربينة أولًا من أجل توليد الكهرباء. يُخفّض ضغط البخار والحرارة داخل محركات التربينة كي تتحول الطاقة الداخلية للبخار إلى عمل. يمكن بعدها استخدام البخار المنخفض الضغط الخارج من المحركات في عمليات المعالجة الحرارية.
تُصمَّم محركات التربينة البخارية في محطات الطاقة البخارية عادةً كي تتحمل مرور البخار ذو الضغط المرتفع، الذي يخرج من المحرك إلى مكثف يعمل بدرجة حرارة أعلى بعدة درجات من درجة الحرارة المحيطة، وعلى بضعة ميليمترات من الضغط الزئبقي المطلق. (تُسمى تربينة بمكثف). يكون لدى هذا البخار طاقة جديرة بالاهتمام قبل أن يُكثّف، من أجل الاستعمالات العملية. تُصمم التربينات البخارية في التوليد المشترك إما من أجل استخراج بعض البخار في الضغوط المنخفضة بعد مروره عبر عدد من المراحل في التربينات، مع انتقال البخار غير المُستخرج عبر التربينة إلى مكثف.
في هذه الحالة، يسبب البخار المُستخرج ضياع في الطاقة الميكانيكية في المراحل النهائية من التربينات. أو أنها تُصمم، مع أو بدون استخراج، للاستنفاذ النهائي في حالة الضغط الخلفي.(بدون تكثيف). يُستخدم البخار المُستخرج أو المُستنفذ في المعالجة الحرارية. ما يزال البخار في حالات معالجة الحرارة الاعتيادية يمتلك كمية لابأس بها من المحتوى الحراري الذي من الممكن استخدامه لتوليد الطاقة، وبالتالي فإن للتوليد المشترك للطاقة تكلفة فرصة بديلة.

## التقنية
يوضح الرسم اعلاه طريقة عمل التعشيقة الكهربائية الحرارية . يسحب البخار الساخن MD بعد مروره وتشغيله التوربين ، أي قبل مروره في توربين الضغط البخاري المنخفض ND ، يسحب ويوجه إلى مكثف البخار الساخن HK حيث يفقد جزءا من حرارته وينتج ماء ساخنا عند درجة 100 مئوية تقريبا . ومن هنا ينتج الماء الساخن ويوزع في شبكة أنابيب الماء الساخن لتموين البيوت والمصانع . أما بقية البخار فهو يعمل على تحريك توربين الضغط البخاري المنخفض ND الذي يدير المولد الكهربائي G ، ومنه إلى طلمبة المكثف KoP حيث تنخفض درجة حرارته إلى نحو 25 درجة مئوية، ويتجمع في خزان الغلاية التي تعمل بالفحم (ليست مصورة هنا ) لإعادة تسخينه من جديد، ثم تتكرر العملية .
ويوضح الرسم البياني على اليمين العلاقة بين درجة الحرارة T و الإنتروبية S ، وذلك في حالة تشغيل التعشيقة بحيث تنتج 50 % من طاقتها الكهرباء و 50 % ماء ساخن . تعطينا المساحة الصفراء كمية الحرارة التي تتحول إلى كهرباء . وتعطينا المساحة الحمراء في الرسم البياني كمية الحرارة المستغلة للماء الساخن، كما يبين الجزء الأعلى من ذلك المربع (البني اللون ) الجزء الصغير المفقود من الكهرباء بسبب السحب الجزئي للبخار قبل توربين الضغط المنخفض ND.
بذلك تعلو الكفاءة الإنتاجية الإجمالية للمحطة ـ وتقل كمية الحرارة المفقودة في الجو.

## محطة تعشيقة كهربائية حرارية
أنشأت إحدي المحطات التي تعمل بالغاز الطبيعي وتنتج 130 ميجاواط من الكهرباء، وتُنْتِج في نفس الوقت الماء الساخن ( درجة حرارته 75 درجة مئوية) بطاقة قدرها 90 ميجاواط . وهي تستغل الطاقة الناتجة من الغاز الطبيعي بكفاءة قدرها 90 %. وبهذه الطريقة توفر المحطة نحو 200.000 طن من ثاني أكسيد الكربون ، وتساعد بذلك في المحافظة على البيئة .
مقارنة عددية بين الماضي والحاضر: 
- كفاءة المحطة التي تنتج الكهرباء فقط بواسطة احتراق الفحم الحجري كانت تعادل في الماضي 35%،
- محطة التعشيقة الكهربائية الحرارية الحديثة، التي تعمل بالغاز الطبيعي وتنتج الكهرباء والماء الساخن :

كفاءة 53 % إنتاج الكهرباء + 37 % إنتاج ماء ساخن في درجة حرارة 75 درجة مئوية.

## تعشيقة كهربائية حراريةوتبريد
يتبوأ التبريد في البلاد العربية بحكم موقعها مركزا هاما لتبريد جو المنازل والمكاتب وجعل جوها مناسبا لراحة القاطنين والعاملين . وليس من العجيب أنه توجد تعشيقات يمكنها إنتاج البرودة كما تنتج التيار الكهربائي والماء الساخن في نفس الوقت . وطبقا للقانون الأول للحرارة في الديناميكا الحرارية تنتقل الحرارة طبيعيا من الجسم الساخن إلى الجسم البارد . ولكن عملية التبريد التي يقوم بها الإنسان للتبريد إلى درجة حرارة تحت درجة حرارة الغرفة فهي عملية غير طبيعية . ولكنه يستطيع عمل ذلك، أي تبريد الساخن إلى درجة حرارة تحت درجة حرارة الغرفة، وذلك ببذل الشغل كما علـّّمنا القانون الثاني للديناميكا الحرارية (انظر تبريد) .

## اقرأ أيضا
- توليد كهرباء
- شبكة حرارية
- كفاءة حرارية
- دورة حركة حرارية
- محرك حراري
- توربين غازي
- توربين بخاري
- محرك غازي